# 西園悟
西園 悟（にしぞの さとる、1962年4月28日 - ）は、日本の男性脚本家。鹿児島県鹿児島市出身。血液型はA型。

## 来歴
鹿児島県立甲南高等学校を経て早稲田大学法学部卒業後、日本公文教育研究会へ入社。在職中にアニメーション制作会社が主催する通信講座のシナリオライター科を受講したのち、講師であった森忠明の紹介で、園田英樹に師事。退職後の1989年にアニメ脚本家デビュー。主にアニメ作品の脚本を執筆している。1996年9月にニフティサーブに関する書籍『NIFTY-Serveのはまり方』をNTT出版から出している(ISBN 978-4871884631)。
SFを好んでおり、『ゾイドジェネシス』では制作上の都合でSF設定の担当者が配置されなかったため、自身で設定を作成した。自作で印象深い作品も、各話ライターとして参加したSFアニメ『Z.O.E Dolores, i』を挙げている。

## 参加作品

### アニメ
1989年
- レスラー軍団〈銀河編〉 聖戦士ロビンJr.（-1990年、脚本）

1991年
- 絶対無敵ライジンオー（-1992年、脚本）
- おばけのホーリー（-1992年、脚本）

1992年
- クレヨンしんちゃん（-1993年、脚本）
- それいけ!アンパンマン（-1993年、脚本）
- 超電動ロボ 鉄人28号FX（-1993年、脚本）
- 絶対無敵ライジンオー 陽昇城カラクリ夢日記（脚本） ※園田英樹と共同

1993年
- けろけろけろっぴのガリバーの冒険（脚本）
- けろけろけろっぴのよわむし王子の大冒険（脚本）
- けろけろけろっぴのけろけろハウスのひみつ（脚本）

1994年
- けろけろけろっぴのロビンフッド（脚本）
- けろけろけろっぴの友だちになろうよ（脚本）
- けろけろけろっぴの空をとべたら（脚本）
- ヤンキー烈風隊5 血の掟!遠州血゛獄一家（脚本）

1995年
- 天地無用!（脚本）
- クマのプー太郎（-1996年、脚本）
- ぼのぼの（-1996年、脚本）

1996年
- けろけろけろっぴのびっくり!おばけやしき（脚本）
- みどりのマキバオー（-1997年、脚本）
- 忍たま乱太郎（脚本）
- こちら葛飾区亀有公園前派出所（-2004年、脚本・挿入歌作詞）

1997年
- HAUNTEDじゃんくしょん（シリーズ構成・脚本） ※シリーズ構成は阪口和久と共同
- みすて♡ないでデイジー（シリーズ構成・脚本）
- 烈火の炎（-1998年、脚本）
- ドクタースランプ（-1998年、シリーズ構成・脚本）

1998年
- 南海奇皇（-1999年、脚本）
- 発明BOYカニパン（-1999年、脚本）
- どっきりドクター（-1999年、シリーズ構成・脚本）
- ヨシモトムチッ子物語（脚本）

1999年
- デジモンアドベンチャー（-2000年、シリーズ構成・脚本）
- GTO（-2000年、脚本）

2000年
- コレクター・ユイ（シリーズ構成・脚本）
- ラブひな（脚本）
- デジモンアドベンチャー02（脚本）
- 幻想魔伝 最遊記（-2001年、脚本）

2001年
- テイルズ オブ エターニア THE ANIMATION（脚本）
- 破壊魔定光（脚本）
- スターオーシャンEX（脚本）
- Z.O.E Dolores, i（脚本）
- シャーマンキング（脚本）
- しあわせソウのオコジョさん（-2002年、シリーズ構成・脚本・挿入歌作詞）
- ゴーゴー五つ子ら・ん・ど（-2002年、脚本）
- バンパイヤン・キッズ（-2002年、脚本）
- 旋風の用心棒（-2002年、脚本）

2002年
- 東京アンダーグラウンド（脚本）
- ワイルド7 another -謀略運河-（シリーズ構成・脚本）
- NARUTO -ナルト-（-2006年、脚本）
- Piaキャロットへようこそ!! -さやかの恋物語-（脚本）
- デュエル・マスターズ（-2003年、シリーズ構成・脚本）

2003年
- .hack//黄昏の腕輪伝説（シリーズ構成・脚本）
- マジンカイザー 死闘!暗黒大将軍（脚本）

2004年
- それいけ!ズッコケ三人組（シリーズ構成・脚本）
- デュエル・マスターズ チャージ（-2006年、シリーズ構成・脚本）
- ケロロ軍曹（-2005年、脚本）

2005年
- UG☆アルティメットガール（シリーズ構成・脚本）
- 劇場版デュエル・マスターズ 闇の城の魔龍凰（脚本）
- アニメで楽しく学ぶ交通安全 天使のこてんこてんこ（脚本）
- ゾイドジェネシス（-2006年、シリーズ構成・脚本）
- うえきの法則（-2006年、脚本）
- スーパーロボット大戦ORIGINAL GENERATION THE ANIMATION（脚本）
- 地獄少女（-2006年、脚本）

2006年
- ぜんまいざむらい（-2008年、脚本）
- N・H・Kにようこそ!（シリーズ構成・脚本）
- はぴねす!（シリーズ構成・脚本）
- 奏光のストレイン（脚本）
- 地獄少女 二籠（-2007年、脚本）

2007年
- 少年陰陽師（脚本）
- NARUTO -ナルト- 疾風伝（-2008年、シリーズ構成・脚本） ※第1話 - 第53話まで
- この青空に約束を― 〜ようこそつぐみ寮へ〜（シリーズ構成・脚本）
- 地球へ…（シリーズ構成・脚本）
- エル・カザド（脚本）

2008年
- THE IDOLM@STER Live For You!（脚本）
- 絶対可憐チルドレン（シリーズ構成・脚本） ※第1話 - 第26話まで
- スティッチ!（-2009年、脚本） ※ニシゾンサトル名義
- とある魔術の禁書目録（-2009年、脚本）

2009年
- NEEDLESS（シリーズ構成・脚本）

2010年
- スティッチ! 〜いたずらエイリアンの大冒険〜（脚本） ※ニシゾンサトル名義
- B型H系（シリーズ構成・脚本）

2013年
- ビーストサーガ（脚本）
- 百花繚乱 サムライブライド（シリーズ構成・脚本）
- ガイストクラッシャー（-2014年、シリーズ構成・脚本）

2014年
- フューチャーカード バディファイト（-2015年、脚本）

2015年
- フューチャーカード バディファイト100（-2016年、脚本）

2016年
- フューチャーカード バディファイトDDD（-2017年、脚本）

2017年
- モンカート（-2018年、脚本）
- 地獄少女 宵伽（脚本）

2018年
- カードファイト!! ヴァンガード（-2020年、脚本）

2020年
- キャッチ!ティニピン（-2021年、脚本）

### 特撮
1997年
- ビーロボカブタック（-1998年、脚本）
- ビーロボカブタック クリスマス大決戦!!（脚本）

1998年
- カブタックの交通安全（脚本）
- テツワン探偵ロボタック（脚本）

1999年
- 燃えろ!!ロボコン（-2000年、脚本）
- 燃えろ!!ロボコンVSがんばれ!!ロボコン（脚本）

2000年
- ブースカ! ブースカ!!（脚本）

2001年
- ウルトラマンコスモス（脚本） ※第11話のみ

### ゲーム
2004年
- アニメバトル 烈火の炎 〜Flame of Recca〜 FINAL BURNING（クライマックスムービー脚本）

### その他
2024年
- ロフトプラスワンイベント「さぁ！25周年もコレクター・ユイでキメるわよ！」朗読劇（脚本）